# N.I.C.E. 2
N.I.C.E. 2 ist die offizielle Fortsetzung des Computer-Rennspiels Have a N.I.C.E. day! von Synetic aus dem Jahre 1998.

## Veränderungen gegenüber Teil 1
N.I.C.E. 2 bietet im Vergleich zu N.I.C.E. eine wesentlich größere Auswahl an Fahrzeugen, so sind zum Beispiel auch Monstertrucks und Sattelschlepper anwählbar. Die Fahrzeuge und Strecken sind wesentlich detaillierter, wirken aber allgemein etwas leblos. Auch die Art des Spiels wurde stark verändert, so dass der zweite Teil eher mit Spielen wie der Need-for-Speed-Reihe zu vergleichen ist, während der Vorgänger stärker auf Stunts (zum Beispiel Loopings, Rampen) setzte.

## Spielablauf
Wie beim Vorgänger steht bei N.I.C.E. 2 der Karrieremodus im Mittelpunkt. Daneben stehen Einzelrennen mit verschiedenen Variationsmöglichkeiten gegen Computergegner oder im Mehrspielermodus sowie das bekannte Zeitfahren zur Verfügung.
Wieder beginnt der Spieler seine Karriere ganz unten und hat nur wenig Geld auf dem Konto. Der (eventuelle) Erfolg aus dem ersten Teil wird jedoch aufgegriffen und vom neuen Maskottchen „Eddie“ (nach eigenem Betonen eine „Doppel-Null... äh... ein Doppel-Null-Agent“, O-Ton) erwähnt. Selbiger führt die Methoden Hellcats, sarkastische Kommentare loszulassen, fort (Beispiel: „Den Mofa-Führerschein gibt es eine Etage höher!“). Eddie wird vertont von Ronald Nitschke.
Wichtig ist beim Karrieremodus der Kalender, wo man planen kann, wie man sich verbessern will. Es gibt drei Typen von Meisterschaften, wobei eine mit neuen Sportwagen läuft, eine mit klassischen Autos und die letzte mit Kleinwagen. Daneben gibt es noch Wettbewerbe, wo man in Einzelrennen lediglich Geld verdienen kann. Dort fährt man je nach Variante Formel-1-Autos, Trucks, RC Cars oder Deathmatch. Vor allem bei den Formel-1-Rennen kann man so eine Menge Geld holen, allerdings ist der Schwierigkeitsgrad gerade hier höher als bei anderen Klassen. Mit dem Geld kauft man sich dann bessere Wagen, um in der Meisterschaft besser abzuschneiden. Allerdings sind zu jedem möglichen Renntermin mehrere Rennen angesetzt, und man muss sich entscheiden, wo man antreten will. Die Autos für die Einzelrennen kann man nicht kaufen und mietet sie deshalb für die Rennen.
Nach einer offiziellen Aktualisierung enthielt das Spiel auch die Möglichkeit, es unter dem Modus „N.I.C.E. 2 Lite“ auszuführen. Diese Modifikation des Spiels ermöglichte in eher spartanisch gestalteten Menüs das schnelle Zusammenstellen eines Einzel- oder Mehrspielerrennens mit allen verfügbaren Strecken und Fahrzeugen.

## Fahrzeuge
Synetic erhielt keine Lizenz für die im Spiel enthaltenen Fahrzeuge, mit Ausnahme der Ente (Citroën 2CV) mussten alle Fahrzeuge umgestaltet und mit Phantasienamen versehen werden (zum Beispiel wurde aus dem VW Käfer der Kugelblitz GTI). Jedoch ist bei vielen klar, nach welchem Vorbild sie gestaltet wurden. In einem alten Trailer auf der N.I.C.E. 1 CD sowie in den Demo-Versionen waren jedoch noch die originalen Fahrzeuge mit ihren richtigen Namen zu sehen. Neu ist auch die Anordnung der verfügbaren Fahrzeuge nach Klassen. So gibt es neben aktuellen Sportwagen zum Beispiel die Bonsai Class, welche historische Kleinwagen (Trabant, Citroën 2CV etc.) umfasst. Weiterhin sind im Spiel historische Sportwagen (Jaguar E-Type), Monstertrucks, Go-Karts, Lkws und sogar Formel-1-Wagen enthalten.
Auch wieder dabei sind eine Auswahl an Waffen und einige Tuningmöglichkeiten. Die Waffen können allerdings nur in wenigen Renn-Typen eingesetzt werden (zum Beispiel Deathmatch und Fuchsjagd) und sind nur für eine der verschiedenen Fahrzeugklassen verfügbar.

## Streckenaufbau
Die Strecken sind nunmehr nicht mehr „historisch begründet“ (siehe Teil 1 der Reihe); eher wurde auf Details gesetzt. Eine Neuerung sind Höhenprofile, sodass es nun auf der Strecke auch auf und ab geht; dafür wurden die Rampen und Loopings weggelassen.
Die Strecken sind an Orte rund um den Erdball angelehnt, benannt werden Ägypten, Arizona, Australien, Deutschland, Hawaii, Korsika und Österreich. Für jedes Land sind drei Strecken verfügbar, zusätzlich wurden auch die aus der Formel 1 bekannten Rennstrecken von Melbourne, Hockenheim und Spa-Francorchamps simuliert. Insgesamt gibt es 24 Strecken, wobei man jede Strecke gespiegelt und/oder umgekehrt fahren kann; somit kann man also jede Strecke auf 4 verschiedene Arten fahren.

## Erweiterung
Mit dem Add-on Tune-Up lieferte Synetic im Frühjahr 1999 nochmals sechs Strecken nach. Daneben gab es eine neue Fahrzeugklasse und verschiedene kleinere Änderungen und Neuerungen. Die N.I.C.E. 2 Lite-Aktualisierung war in diesem Add-on ebenfalls enthalten.

## Fortsetzung
Das Spiel hat keinen direkten Nachfolger. Dennoch sind Mercedes-Benz Truck Racing, World Racing und World Racing 2 in Teilen des Spielkonzepts und vor allem von der Engine her ähnlich wie N.I.C.E. 2 aufgebaut.